# Louis Anquetin
Louis Émile Anquetin, né à Étrépagny (Eure) le 26 janvier 1861 et mort à Paris 16e le 19 août 1932, est un peintre, dessinateur, aquarelliste et lithographe français.

## Biographie

### Formation

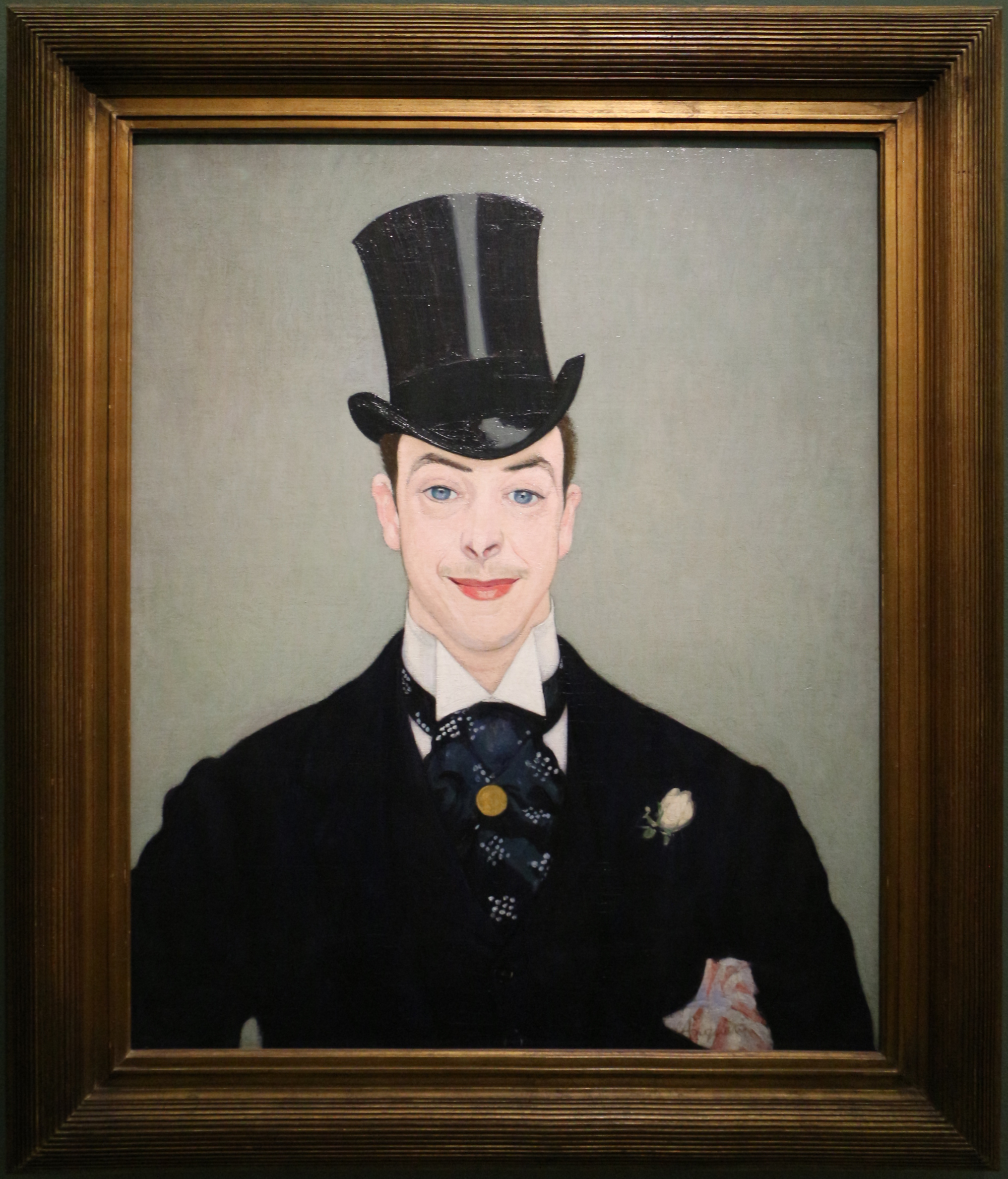
Henry Sarnary (vers 1890), Paris, musée d'Orsay.

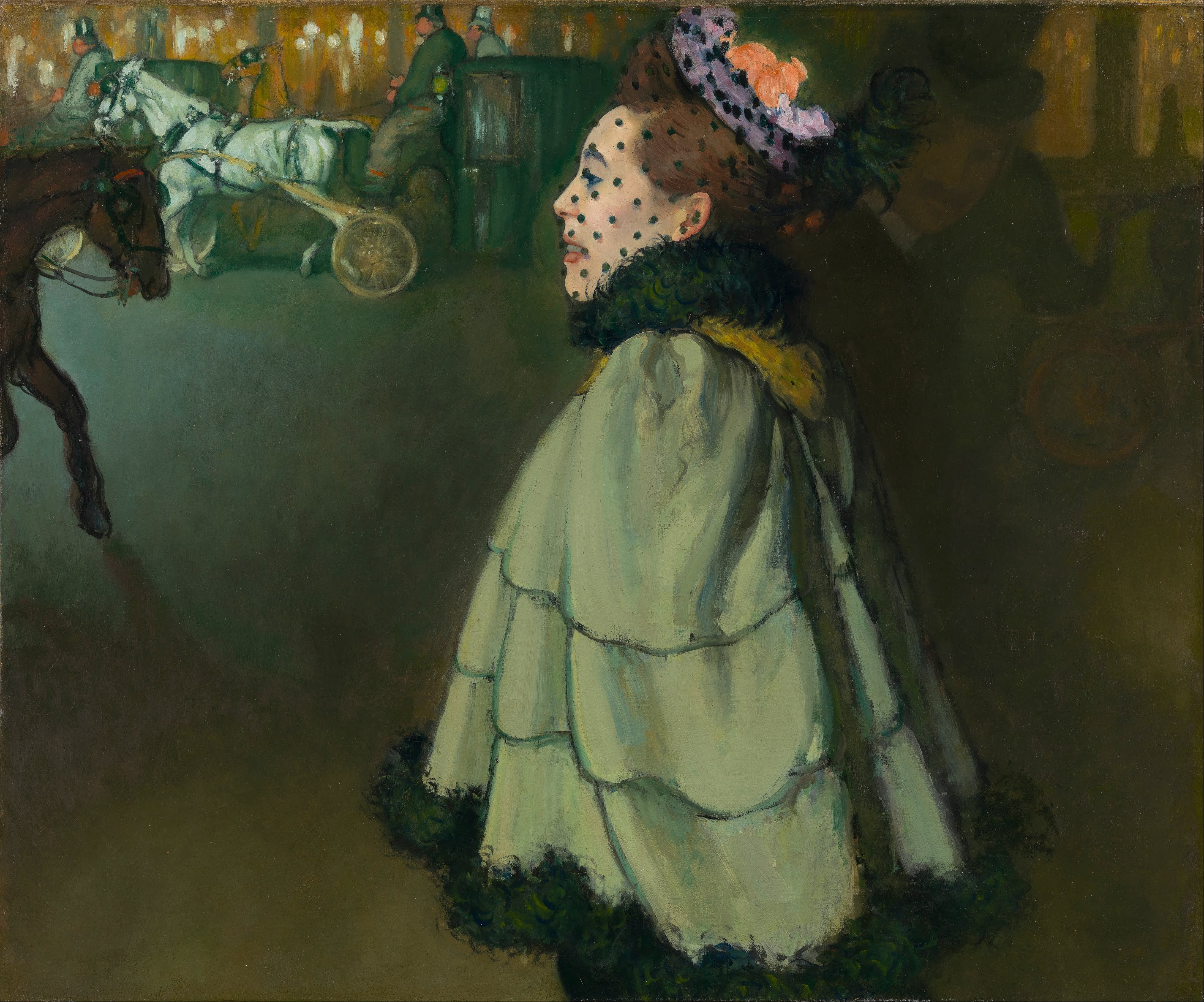
Femme aux Champs-Élysées la nuit (1889-1893), Amsterdam, musée van Gogh.

Louis Anquetin est le fils unique d'Émile Augustin Anquetin (né en 1839), marchand boucher, et de Félicité Céline Rose Chauvet, son épouse. Sa maison natale, la boucherie paternelle, existe toujours à Étrépagny. Anquetin, très vite attiré par le dessin, est encouragé par ses parents dans cette vocation artistique. En 1872, il entre au lycée Corneille de Rouen et devient l'ami d'Édouard Dujardin, futur poète. Il obtient son baccalauréat en 1880. Il effectue ensuite ses obligations militaires dans la cavalerie au 6e régiment de dragons, à Chartres.
À son retour, il s'installe à Paris et entre, en 1882, dans l'atelier de Léon Bonnat (1833-1922) au 30, avenue de Clichy. À sa fermeture, lorsque Bonnat est nommé professeur à l'École des beaux-arts, Anquetin est admis en 1883 dans l'atelier libre de Fernand Cormon, où il reste quatre années. Il y commence sa formation aux côtés de peintres d'avant-garde qui deviendront ses amis, comme Vincent van Gogh ou Henri de Toulouse-Lautrec — qu'il prend sous sa protection, pour lui éviter les humiliations des camarades —, Henri Rachou, Charles Laval, Adolphe Albert, Paul Tampier, Archibald Standish Hartrick (en) et Émile Bernard. Van Gogh organise une exposition au café Le Grand Bouillon au 43, avenue de Clichy, en compagnie de Bernard, Anquetin et Lautrec.

### Le cloisonnisme

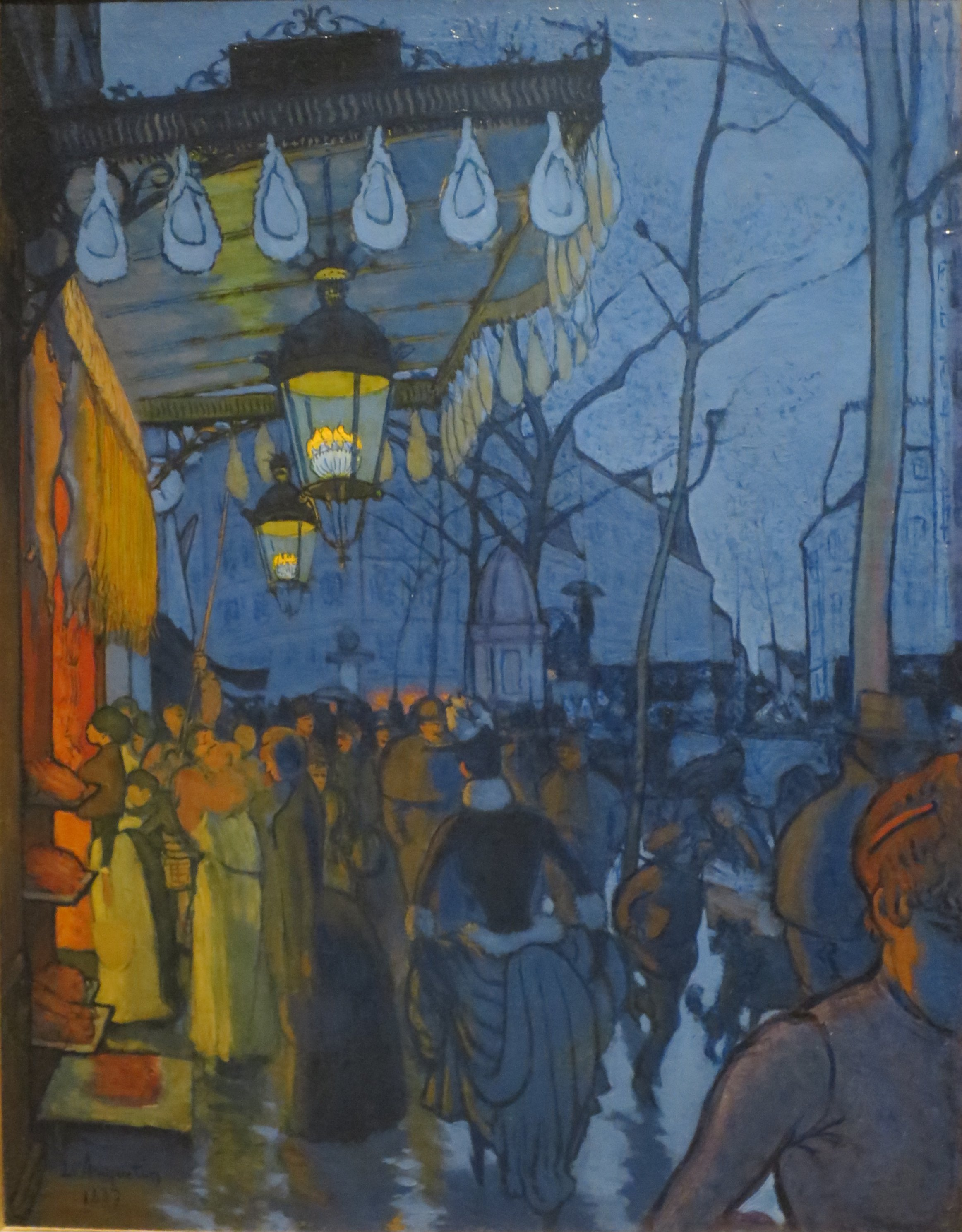
L'Avenue de Clichy, cinq heures du soir (1887), Hartford, Wadsworth Atheneum.

Avec Émile Bernard, Anquetin se dirige vers le divisionnisme dans les pas de Paul Signac qu'il rencontre le 12 mars 1887. Enthousiasmé par les estampes japonaises collectionnées par van Gogh, Anquetin découvre, au travers d'une porte vitrée aux carreaux de couleur, dans la maison de ses parents, les effets produits par les différentes nuances sur l'impression que l'on obtient du décor. Il réalise alors avec Émile Bernard une synthèse de leurs recherches communes. Édouard Dujardin, annonçant dans la Revue indépendante les œuvres d'Anquetin au Salon des indépendants de 1888, baptise ce nouveau genre « cloisonnisme » et en attribue la paternité au seul Anquetin, qui deviendra tout d'un coup célèbre.
En 1889, faisant partie des refusés au Salon, il expose avec Paul Gauguin, Charles Laval, Léon Fauché, Émile Schuffenecker, George-Daniel de Monfreid, Émile Bernard, Louis Roy et Ludovic Nemo, Charles Filiger au Café Volpini, situé dans l'enceinte de l'Exposition universelle de 1889. Il est à cette époque un habitué, avec Toulouse-Lautrec et Émile Bernard, du cabaret du Moulin Rouge. Félix Fénéon lui écrit un article élogieux.
Par ailleurs, Anquetin fait la connaissance, par le biais de Toulouse-Lautrec, du peintre et dessinateur anglais Charles Conder, venu de 1890 à 1897, étudier à l'Académie Julian et à l'atelier Cormon.
En 1891, Anquetin entreprend des recherches sur l'huile et demeure au 62, rue de Rome à Paris, et à une adresse au 10, rue Clauzel, à côté du père Tanguy, fabricant de couleurs qui demeure au 14. Après le Salon des indépendants, il relance le Salon des refusés. De 1894 à 1896, Anquetin n'expose plus et suit des études d'anatomie dans le laboratoire de dissection du professeur Arroux à Clamart.

### Retour au classicisme
Après son voyage en Belgique et la Hollande avec Henri de Toulouse-Lautrec et Jos Albert, son travail perd de son originalité et devient plus classique en s'inspirant de maîtres du passé comme Rubens ou Rembrandt. À son retour, il s'installe à Bourron-Marlotte où il se lie d'amitié avec Paul Fort, Stuart Merrill, Paul Margueritte, Élémir Bourges et Armand Point. En 1899, il est l'un des douze dessinateurs de l'album de l’Hommage des artistes à Picquart.
En 1901, Fernand Cormon, son professeur, ayant obtenu la commande de la décoration murale de l'hôtel de ville de Tours, invite Anquetin à réaliser quatre panneaux, représentant Balzac, Descartes, Rabelais et Alfred de Vigny sur la paroi nord de la salle des fêtes.
Anquetin épouse Berthe Coquinot, veuve d'un officier, en 1906. Le couple s'installe dans un immeuble comprenant un atelier d'artiste construit en 1897 par l'architecte Charles Blanche au 75, rue des Vignes. Entouré de ses élèves, il va pouvoir leur enseigner les techniques picturales selon les règles anciennes qu'il ne cessa de prôner tout comme « le retour au métier ».
Gustave Geffroy, nommé administrateur de la manufacture des Gobelins par Georges Clemenceau en 1908, lui obtient la commande de ses premiers cartons de tapisseries pour la manufacture en 1911, et les suivants en 1918 et 1921 pour la manufacture de Beauvais. En 1912, Anquetin commence ses conférences et des articles pour défendre le retour au métier. En 1914, il organise des dîners-débats mensuels au restaurant Lapérouse et continue ses conférences à l'université populaire. Ses élèves, Jacques Maroger et Camille Versini, se livrent à des recherches sur les vernis et les différentes techniques picturales, avec l'aide du chimiste Marc Havel. Ensemble, ils mettront au point un médium, commercialisé sous son nom par la maison Lefranc & Bourgeois. En 1924, il publie son livre, Rubens.
Anquetin fait partie des groupes anarchistes de l'entourage de Zo d'Axa, Jean Grave et Octave Mirbeau. Il participe aux revues La Feuille et L’En-dehors. Il sera aussi dreyfusard.
Il est nommé chevalier de la Légion d'honneur.
Louis Anquetin meurt à Paris en août 1932. Il est inhumé au cimetière d'Étrépagny.

## Distinctions
- Chevalier de la Légion d'honneur (décret du 31 décembre 1909). Il est fait chevalier par Gustave Geffroy le 9 juin 1910[10].

## Œuvres dans les collections publiques
- États-Unis

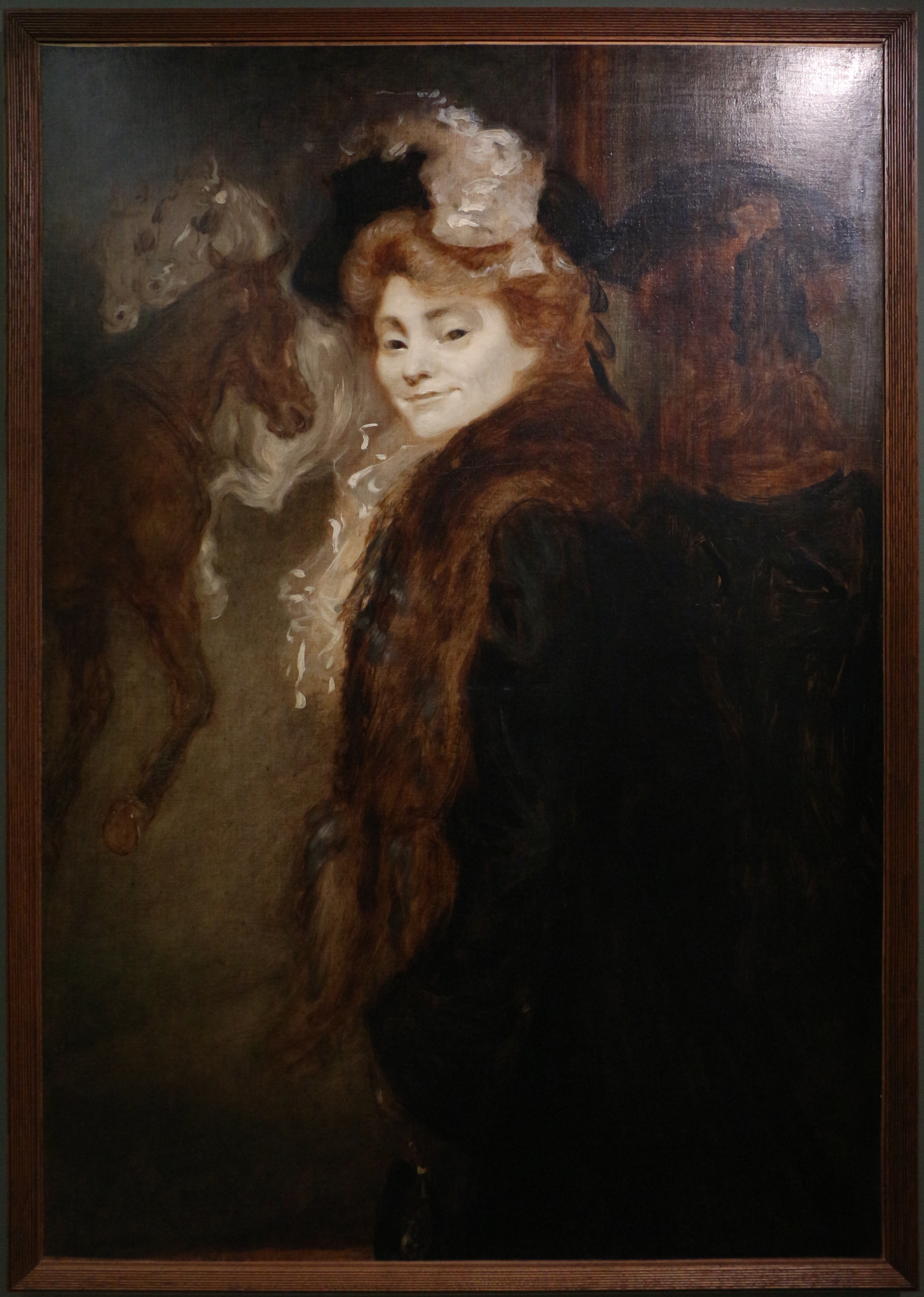
Femme dans la rue, Paris, musée d'Orsay.

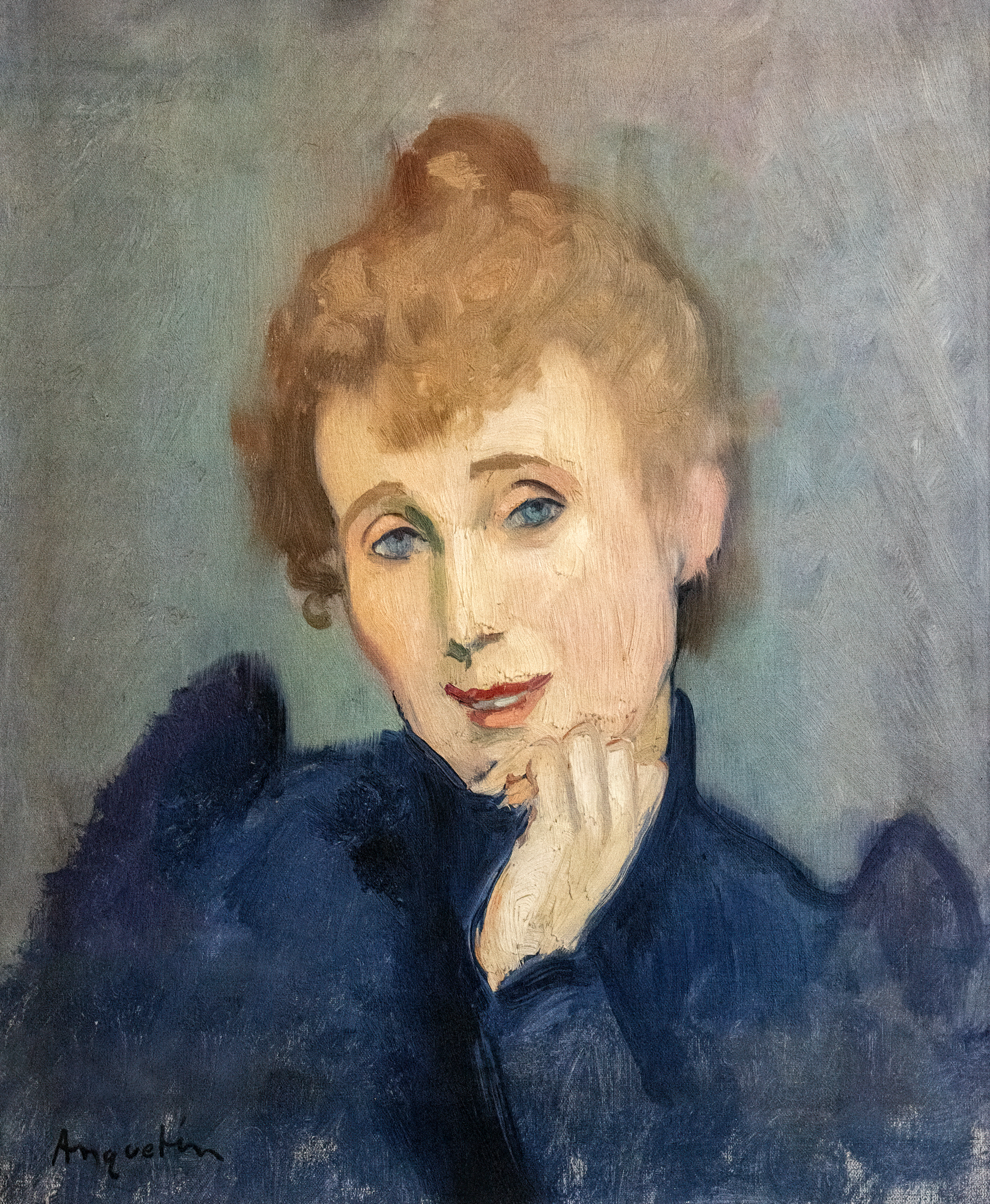
Portrait d'Yvette Guilbert (1893), Albi, musée Toulouse-Lautrec.

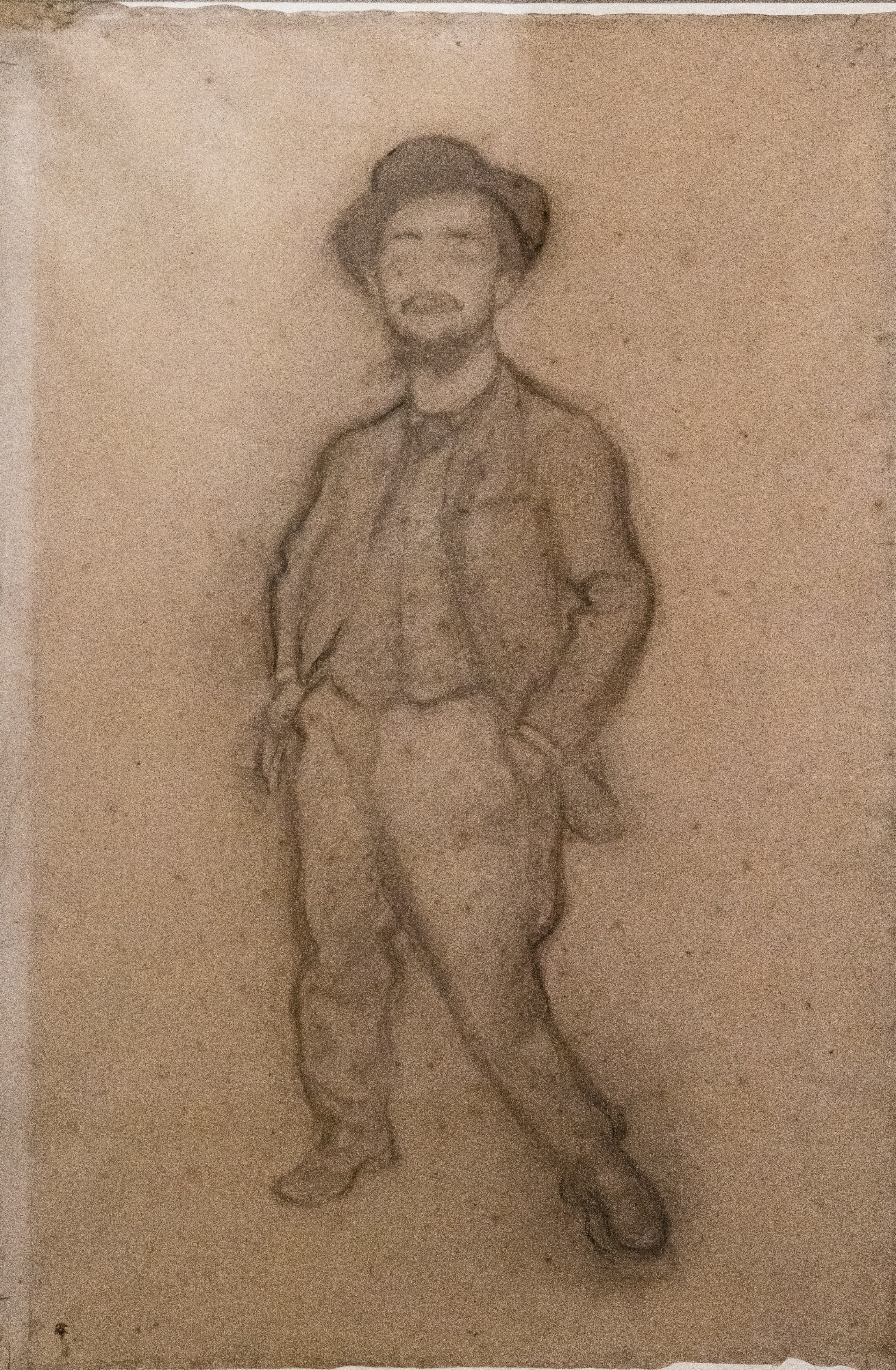
Portrait de Toulouse-Lautrec en pied (1889), Albi, musée Toulouse-Lautrec.

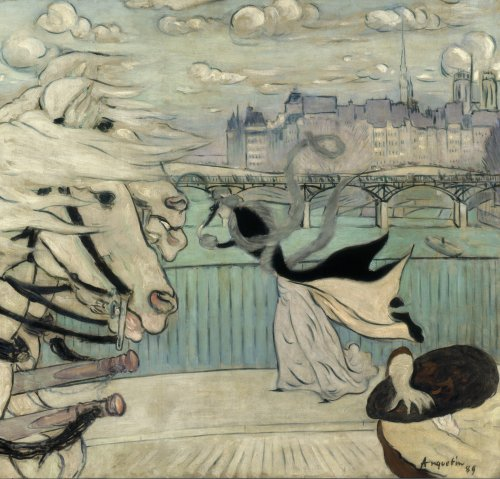
Coup de vent sur un pont de la Seine (1889), Brême, Kunsthalle Bremen.

  - Hartford, Wadsworth Atheneum : L'Avenue de Clichy, cinq heures du soir, 1887, huile sur toile. Il existe quatre versions de cette vue, cette toile, deux pastels et une aquarelle gouachée[réf. nécessaire].
  - Pasadena, Norton Simon Museum :
    - Portrait d'homme, 1889, pastel sur papier[11] ;
    - Portrait de femme (Marguerite Dufay ?), 1891, pastel sur papier[12].

- France
  - Albi :
    - musée Toulouse-Lautrec
      - Portait d'Yvette Guilbert, 1893, huile sur toile ;
      - Portrait de Toulouse-Lautrec en pied, 1889, fusain sur papier ;
      - Portrait de Verlaine de face, fusain sur papier ;
      - Portrait de Verlaine, profil gauche, fusain sur papier.

  - Paris :
    - musée du Louvre, département des arts graphiques :
      - Pégase cabré, ailes déployées, crinière au vent, plume, encre brune, lavis brun, étude pour le rideau de Shakespeare en 1920 ;
      - Combat de cavaliers nus, armés de lances, plume, encre brune ;
      - Croquis d'un vieux cheval la tête basse, mine de plomb.

    - musée d'Orsay :
      - Henry Sarnary, vers 1890, huile sur toile[13] ;
      - La Course, 1893, huile sur toile ;
      - Portrait des frères Margueritte, vers 1901, huile sur toile ;
      - Femme dans la rue, vers 1928, huile sur toile[14].

    - Petit Palais : Bacchante endormie, huile sur toile.

  - Quimper, musée des Beaux-Arts : Portrait de la Goulue, entre 1880 et 1885, huile sur toile[15].
  - Rouen, musée des Beaux-Arts : Portrait de Paul Napoléon Roinard, 1893, huile sur toile.
  - Saint-Germain-en-Laye, musée départemental Maurice Denis « Le Prieuré » :
    - Le Rond-Point des Champs-Élysées, 1889, huile sur toile ;
    - Autoportrait, huile sur toile ;
    - La Femme en noir, huile sur toile.

  - Tours, hôtel de ville : portraits de Balzac, Descartes, Rabelais et Alfred de Vigny, 1901, quatre panneaux, paroi nord de la salle des fêtes, déposés en 1907.
  - localisation inconnue : Scène mythologique pour un plafond, 1898, acquis par l'État au Salon de la société nationale des beaux-arts de 1898.

- Royaume-Uni
  - Londres, National Gallery : Les Trois Grâces, 1899, huile sur toile.

- Russie
  - Saint-Pétersbourg, musée de l'Ermitage : Buste d'homme torse nu, vers 1890, sanguine.

### Estampe
- La Fille d'Artaban, La Nébuleuse, Dialogue Inconnu [16], lithographie sur vélin crème, programme du Théâtre Libre pour l'année 1896.
- Cavalier Louis XIII, 1893, Paris, bibliothèque de l'Institut national d'histoire de l'art.
- Don Quichotte et Sancho Pança, 1893, Paris, bibliothèque de l'Institut national d'histoire de l'art.
- Les Courses, 1894, Paris, bibliothèque de l'Institut national d'histoire de l'art.
- Anquetin peintre, 10, rue Clauzel, 1894, Paris, bibliothèque de l'Institut national d'histoire de l'art.
- Le Lever, 1894, Paris, bibliothèque de l'Institut national d'histoire de l'art.
- Paul Verlaine, 1895, Paris, bibliothèque de l'Institut national d'histoire de l'art.
- Un Canter, 1898, Paris, bibliothèque de l'Institut national d'histoire de l'art.
- Drumont et Vacher, publié dans La Feuille, 1898, lithographie, Achenbach Foundation for graphic Arts, musée des Beaux-Arts de San Francisco.

### Affiche

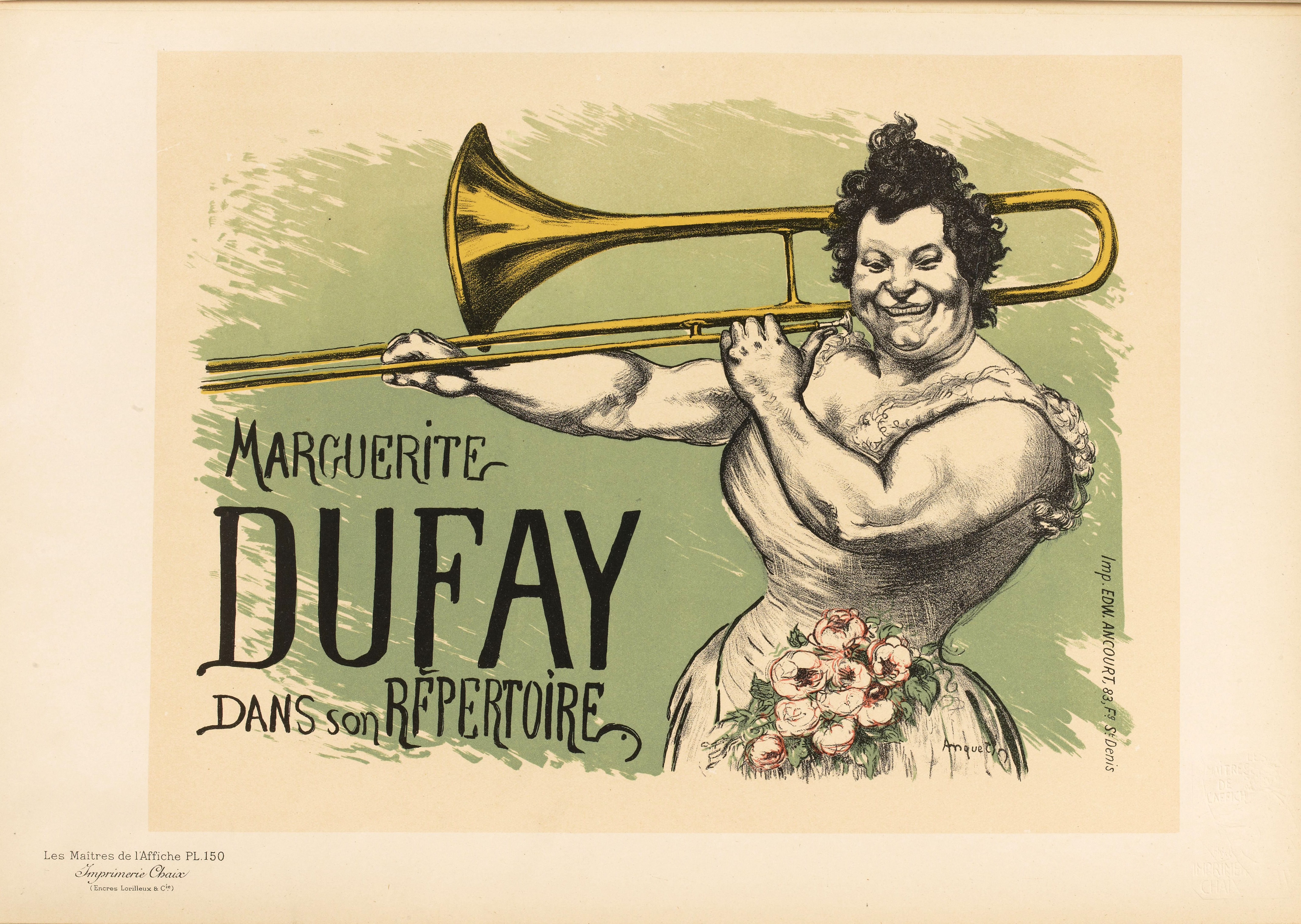
Marguerite Dufay dans son répertoire (1895), affiche.

- Marguerite Dufay, vers 1890, lithographie, Détroit, Detroit Institute of Arts.
- Marguerite Dufay dans son répertoire, 1895, affiche[18].

### Décor de théâtre
- 1897 : L'Aurore, rideau de scène pour le théâtre Antoine.
- 1917 : Gémier[réf. nécessaire].

### Tapisserie
- La Bourgogne, 1911, manufacture des Gobelins.
- Les Cygnes, 1911, carton de tapisserie aboutissement, tapisserie de la manufacture des Gobelins.
- La Normandie, 1914, carton de tapisserie, manufacture des Gobelins.
- La Guerre, 1918, manufacture de Beauvais.
- Le Retour, 1921, manufacture de Beauvais.

### Publication
- Rubens , Éditions Nilson, 1924[6].
- De l'Art, édité par Camille Versini, Paris, Nouvelles Éditions latines, 1970.

## Salons
- 1881 : le 12 janvier, création de la Société des artistes français. Anquetin expose au palais de l'Industrie.
- 1884 : fondation de la Société des artistes indépendants.
- 1888 : Salon des XX à Bruxelles, Belgique.
- 1888 : Salon des indépendants : 1re exposition d'Anquetin.
- 1889 : il expose au Champ de Mars.
- 1891 : Salon des indépendants, Torse de Jeune fille, Profil de femme, Le Pont des Saints-Pères. Il relance le Salon des refusés.
- 1898 : Salon de la Société nationale des beaux-arts : Panneau décoratif, acquis par l'État.
- 1899 : Salon de la Société nationale des beaux-arts : Le Combat.
- 1902 : juillet, fondation du Salon d'automne.
- 1907 : Salon de la Société nationale des beaux-arts : Portrait d'Andrée Mégard.
- 1911 : Salon de la Société nationale des beaux-arts : La Femme au miroir, Léda.
- 1912 : Salon de la Société nationale des beaux-arts : Les Cygnes, tapisserie des Gobelins.
- 1914 : Salon de la Société nationale des beaux-arts : Dans le parc.

## Expositions
- 1886-1887 : exposition permanente au café du Tambourin, 62, avenue de Clichy à Paris.
- 1887 : café Le Grand Bouillon, 43, avenue de Clichy, organisée par Vincent van Gogh, avec la participation de ses amis.
- 1889 : Exposition universelle de Paris, refusé, exposé au Café Volponi dans l'enceinte de l'exposition.
- 1891 : 32e Exposition municipale des beaux-arts de Rouen, Femme à l'ombrelle.
- 1891 : exposition collective à la galerie Le Barc de Boutteville, 47, rue Le Pelletier à Paris, Portrait de Zo d'Aza.
- 1897 : exposition au restaurant Pierre Cubat, ancien hôtel particulier de la Païva, au 25, avenue des Champs-Élysées à Paris.
- 1898 : galerie Hessèle.
- 1925 : exposition du 27 janvier au 15 février à Nice.
- 1933 : la nouvelle galerie Simonson, 19, rue de Caumartin à Paris, du 8 au 21 février, exposition organisée par sa veuve avec une conférence d'Émile Bernard sur l'œuvre de l'artiste.
- 1974 : Toronto, Musée des beaux-arts de l'Ontario, Femme au chat.
- 1977 : Étrépagny, « Hommage à Louis Anquetin », Femme à l'ombrelle.
- 1981 : Toronto, Musée des beaux-arts de l'Ontario, « Vincent Van Gogh et la naissance du cloisonnisme », janvier-mars 1981, exposé ensuite à Amsterdam Rijksmuseum, L'Acteur et Portrait de la mère de l'artiste.
- 1982 : Musée cantonal des beaux-arts de Lausanne, Suisse, exposition « Fantaisie équestre », juillet à septembre, Autoportrait équestre.
- 1991 : exposition « Louis Anquetin », galerie Brame et Laurenceau, Paris.
- 2009-2010 : musée Bunkamura de Kitakyushu, et musée d'Art de Hiroshima, exposition collective « Toulouse Lautrec et ses amis », du 10 novembre 2009 au 22 mars 2010.

## Élèves
- Jacques Maroger (1884-1962), peintre.
- René Thomsen.

## Hommage
Un collège porte son nom à Étrépagny.